# Càrn an t-Sagairt Mòr
Der Càrn an t-Sagairt Mòr ist ein als Munro eingestufter, 1047 Meter hoher Berg in Schottland. Sein gälischer Name kann in etwa mit Großer Berg des Priesters übersetzt werden, in Kurzform wird er auch als Carn Taggart bezeichnet. Nach einer lokalen Legende wurde der Berg zu Ehren eines Priesters aus Braemar benannt, der durch seine Gebete am Loch Callater, westlich des Berges, das Ende einer schweren Frostperiode bewirkt haben soll. Er liegt in der Council Area Aberdeenshire in den Grampian Mountains etwa 16 Kilometer südwestlich von Ballater und 10 Kilometer südöstlich von Braemar auf dem weitläufigen Hochplateau der White Mounth, dessen höchster Gipfel der nordöstlich benachbarte Lochnagar ist.

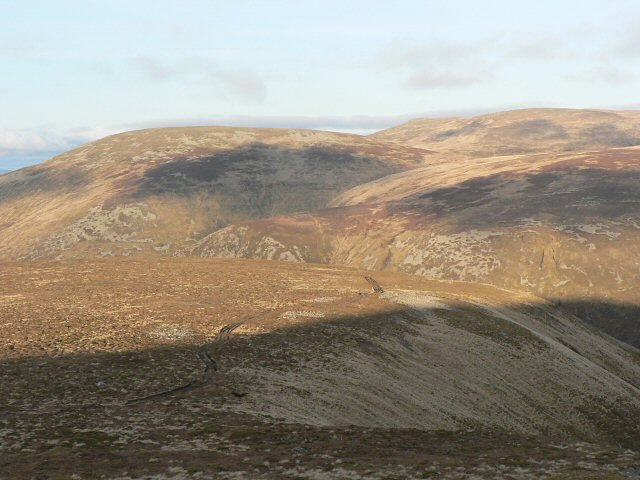
Blick vom Càrn an Tuirc nach Osten, links der Càrn an t-Sagairt Mòr, rechts der Càrn a’ Choire Bhoidheach

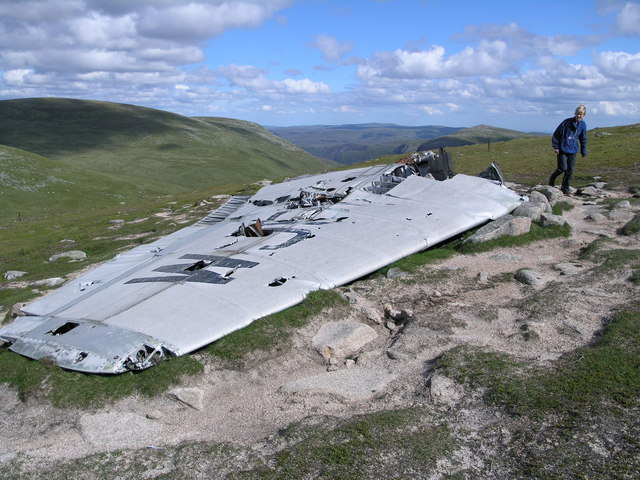
Teile der 1956 verunglückten English Electric Canberra der RAF

Auf dem Plateau der White Mounth ist der Càrn an t-Sagairt Mòr der dritthöchste Munro. Der Gipfel ist eine nach allen Seiten sanft abfallende, kegelförmige längliche Kuppe in Nordwest-Südost-Richtung, an beiden Enden des kurzen Gipfelgrats liegen Gipfelcairns. Nach Norden fällt er moderat in den Ballochbuie Forest ab, der sich bis an die Ufer des Dee erstreckt. Im Westen liegt Loch Callater am oberen Ende von Glen Callater, die Bergflanken sind auf dieser Seite steiler und teils felsdurchsetzt. Nach Osten und Süden senkt sich der Berg nur geringfügig auf das Hochplateau der White Mounth ab. Nordöstlich besteht über einen breiten Sattel ein Übergang zum fast gleichhohen, 1044 Meter hohen Càrn an t-Sagairt Beag, der als Munro-Top dem weiter östlich liegenden 1109 Meter hohen Càrn a’ Choire Bhoidheach zugeordnet ist. Nach Südosten führt die breite Hochfläche zum 1012 Meter hohen Cairn Bannoch.
Im November 1956 verunglückte eine English Electric Canberra der RAF bei einem nächtlichen Übungsflug und prallte von Nordwesten kommend gegen den Gipfel des Càrn an t-Sagairt Mòr. Beide Besatzungsmitglieder kamen ums Leben. Im Gipfelbereich liegen seitdem diverse Trümmerteile der Maschine.
Aufgrund seiner Lage weit abseits öffentlicher Straßen und Ansiedlungen erfordern alle Touren zum Càrn an t-Sagairt Mòr lange Zustiege. Viele Munro-Bagger kombinieren seine Besteigung mit einer Tour auf den Lochnagar und weitere der Munros auf den White Mounth. Ein Ausgangspunkt ist die kleine Ansiedlung Spittal of Glenmuick am Ende der Fahrstraße von Ballater am Nordende von Loch Muick. Von dort ist der Càrn an t-Sagairt Mòr über den Lochnagar und den Càrn a’ Choire Bhoidheach zu erreichen. Alternativ kann der Gipfel auch von Nordosten durch das Glen Callater erreicht werden. Von der Lochcallater Lodge am Nordwestende von Loch Callater führt der Weg ansteigend oberhalb des Sees zur Westseite des Berges und weiter zum Gipfel. Ausgangspunkt ist die kleine Ansiedlung Auchallater südlich von Braemar an der A93.